# Arden Hills
Arden Hills is een plaats (city) in de Amerikaanse staat Minnesota, en valt bestuurlijk gezien onder Ramsey County.

## Demografie
Bij de volkstelling in 2000 werd het aantal inwoners vastgesteld op 9652.

## Onderwijs
De Bethel Universiteit heeft haar hoofdcampus hier gelegen aan de oostzijde van Lake Valentine.

## Geografie
Volgens het United States Census Bureau beslaat de plaats een oppervlakte van
24,9 km², waarvan 23,0 km² land en 1,9 km² water.